# Алмалик (Казахстан)
Алмали́к (каз. Алмалық) — село у складі Талгарського району Алматинської області Казахстану. Входить до складу Алатауського сільського округу.
Населення — 1037 осіб (2021; 700 у 2009, 882 у 1999, 769 у 1989).